# Бабинска-Река
Бабинска-Река (болг. Бабинска река) — село в Болгарии. Находится в Кюстендилской области, входит в общину Бобов-Дол. Население составляет 103 человека.
Село Бабинска-Река было выделено в самостоятельный населённый пункт в 1948 году, из ныне соседнего с ним села Новоселяне.

## Политическая ситуация
Бабинска-Река подчиняется непосредственно общине и не имеет своего кмета.
Кмет (мэр) общины Бобов-Дол — Грети Йосиф Алексова (коалиция в составе 3 партий: Национальное движение «Симеон Второй» (НДСВ), Земледельческий народный союз (ЗНС), Союз демократических сил (СДС)) по результатам выборов.